# Aristostomias tittmanni
Aristostomias tittmanni är en fiskart som beskrevs av Welsh 1923. Aristostomias tittmanni ingår i släktet Aristostomias och familjen Stomiidae. Inga underarter finns listade i Catalogue of Life.